# 嘱託銀
嘱託銀（しょくたくぎん、そくたくぎん）は、江戸幕府が犯罪に関する密告を奨励するために出した褒賞金制度である。特にキリシタン取締のために出された物（訴人報償制、そにんほうしょうせい）が知られており、これに限定する場合もある。

## 概要
1618年頃、長崎奉行を務めた長谷川権六がキリシタン弾圧のために市中に銀の延棒30枚を掲げてキリシタンや宣教師の密告を奨励したといわれている。1626年に銀100枚へと増額された。これらは長谷川独自の施策であったが、島原の乱後の1633年、鎖国令制定の際に江戸幕府においても正式に採用されて全国に広がる。宣教師に関する密告は銀100枚と定められた。2年後には300枚、1674年には500枚にまで増額された（ただし、宣教師と一般信者では金額に差異があった）。しかもこれとは別にキリシタン禁令の高札において褒賞規定を設け、更に藩単位でも独自の褒賞制度を設けたところもあったことから、実際には膨大な金額となった。
明治維新後も明治政府によって継続されたが、欧米からの抗議によって廃止された。